# Sparta (Gemeinde)
Sparta (griechisch Σπάρτη Sparti (f. sg.)) ist sowohl eine Landstadt als auch eine Gemeinde auf der griechischen Halbinsel Peloponnes. Das antike Sparta befand sich nördlich der heutigen Stadt Sparta, die ein lebendiges Zentrum von Handel und Gewerbe ist und  bis 2010 Verwaltungssitz der Präfektur Lakonien war. Die Gemeinde Sparta wurde zuletzt 2010 durch Eingemeindungen erheblich vergrößert; in sieben Gemeindebezirken leben 35.259 Einwohner, davon 16.239 in der Kernstadt.

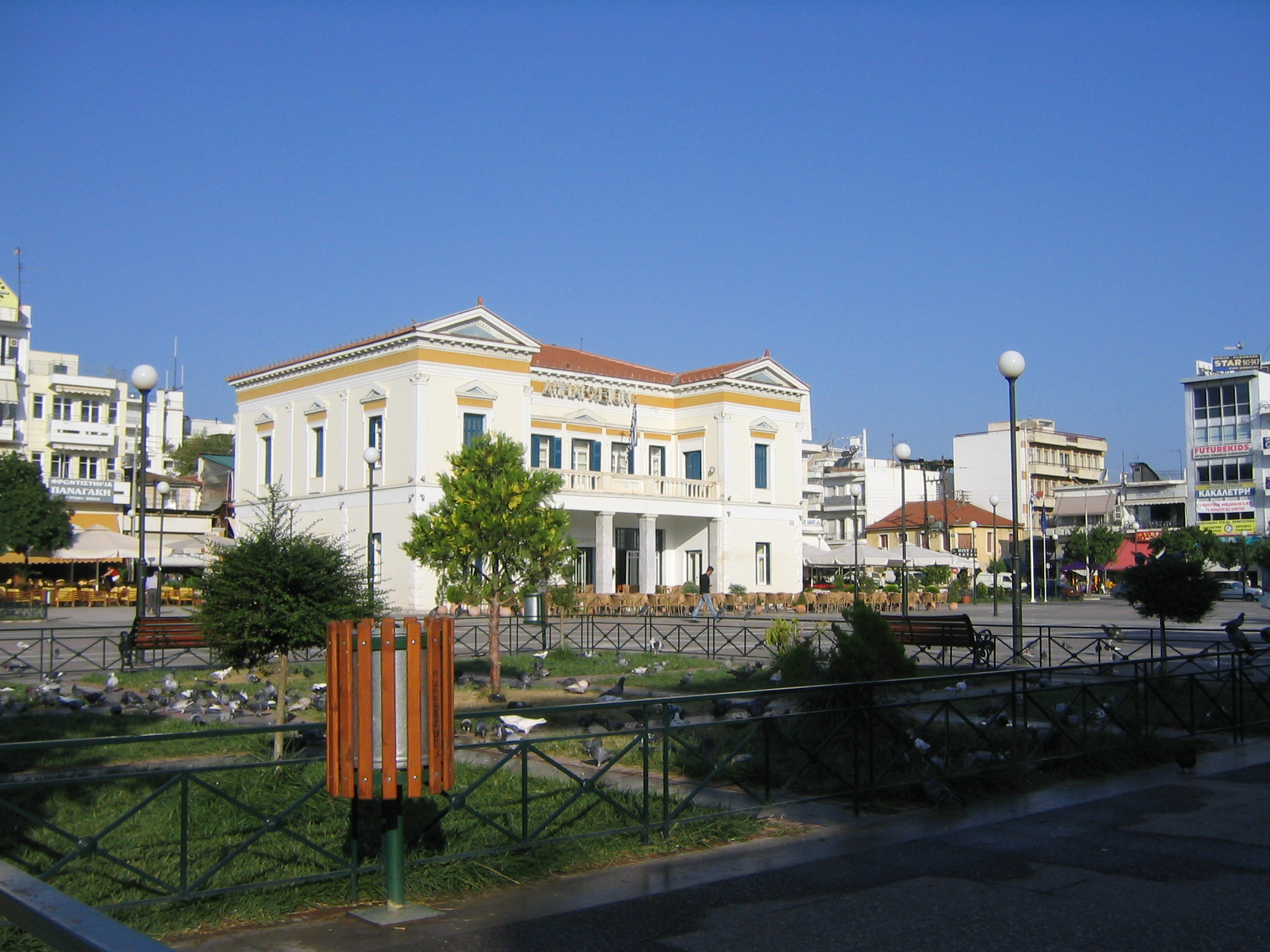
Modernes Sparta

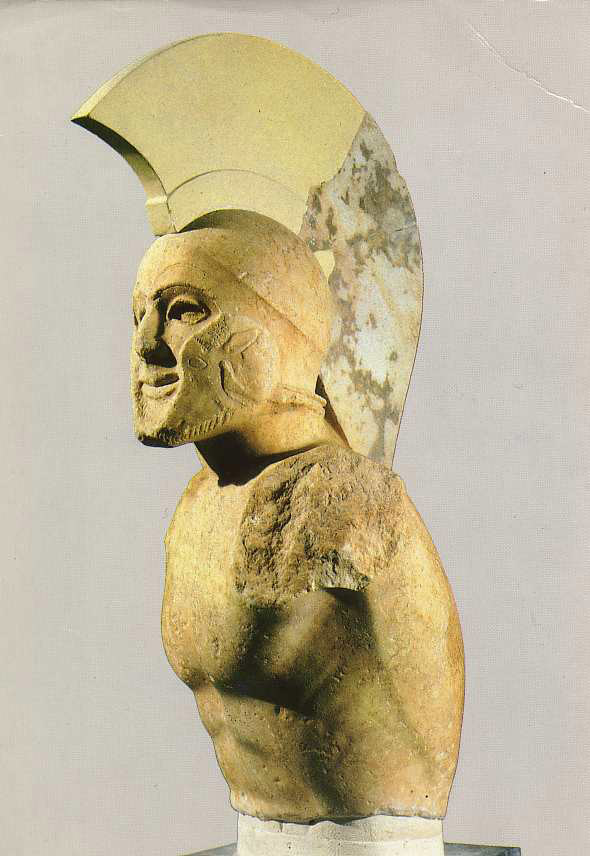
Sog. Leonidas, 5. Jahrhundert v. Chr., Museum Sparta

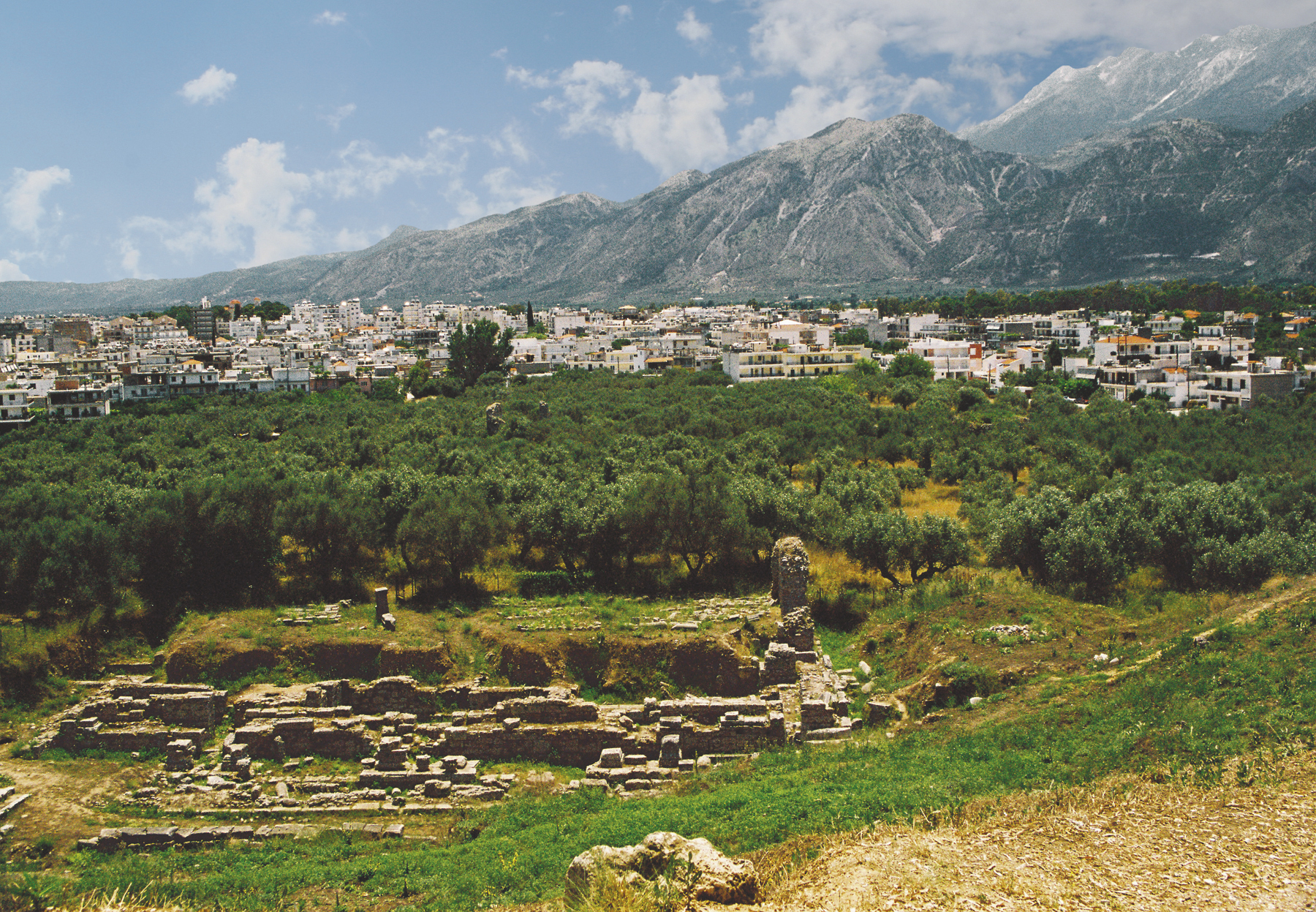
Amphitheater (Ausgrabung), Stadt im Evrotas-Flusstal, Taygetos-Gebirge

## Lage
Die Gemeinde Sparta bedeckt das obere Tal des Evrotas und wird durch die Gebirgszüge des Taygetos westlich und des Parnonas östlich begrenzt, in die das Gemeindegebiet weit hineinreicht. Die Nachbargemeinden sind im Norden Tripoli, im Osten jenseits des Parnonas Voria Kynouria und Notia Kynouria und in der südlich gelegenen Mündungsebene des Evrotas die Gemeinde Evrotas. Südwestlich liegen die Gemeinden Dytiki Mani und Kalamata am westlichen Anfang des Taygetos, nordwestlich schließt sich die Gemeinde Megalopoli an.

## Geschichte
Die Stadt wurde 1836 im südlichen Bereich der antiken gleichnamigen Stadt auf Betreiben des wittelsbachischen Königs Otto I. von Griechenland gegründet. In ihrer Funktion als landschaftliches Zentrum ersetzte sie die Stadt Mistra, die in den Befreiungskriegen weitgehend unbewohnbar geworden war. Otto I. ließ die Stadt im Andenken an die Polis des antiken Griechenlands an dieser Stelle und mit diesem Namen von einem bayerischen Architekten errichten.
Das Straßennetz ist schachbrettartig mit außergewöhnlich breiten Straßen und Plätzen angelegt. Den Bürgermeister Spartas stellt seit Jahrzehnten die Nea Dimokratia.

## Militärflugplatz
Der Militärflugplatz ( IATA: SPJ, ICAO: LGSP) liegt 17 Kilometer südlich von der Stadt Sparta entfernt. Die asphaltierte  Start- und Landebahn mit einer Ausrichtung von 06/24 ist 1.000 m lang und 23 m breit. Der Militärflugplatz liegt auf einer Höhe von 152 m (500 ft) über dem Meeresspiegel.

## Sehenswertes
Im Norden der Stadt liegen die Überreste der antiken Stadt Sparta. Sie zeigen auf dem Akropolishügel den Tempelbereich der Athena Chalkioikos, das hellenistisch-römische Theater, den großen Platz und weiter im Südosten die Fundamente des Heiligtums der Artemis Orthia. Ein lokales Museum bewahrt die wenigen für Touristen interessanten Artefakte auf, darunter den bekannten Torso des sogenannten Leonidas aus der Zeit nach den Perserkriegen.
In einem renovierten alten Steingebäude befindet sich das griechische Museum für Oliven und Olivenöl (Μουσείο ελιάς και ελληνικού λαδιού). Es zeigt die lange Tradition des Olivenanbaus und der Gewinnung des Olivenöls in Griechenland, Traditionen, die mit dem Olivenöl in Zusammenhang stehen, und die Bedeutung des Olivenöls für die griechische  Volkswirtschaft.

## Persönlichkeiten der Stadt
- Leonidas Zoras (1905–1987), Komponist
- Lykourgos-Stefanos Tsakonas (* 1990), Sprinter

## Partnerstädte
- Byblos, Libanon
- Niš, Serbien
- Stamford, Connecticut, USA
- Catonsville, Maryland, USA
- Merri-bek, Victoria, Australien
- Sopron, Ungarn
- Tarent, Italien